# Luiza Zveiter
Luiza Diz Zveiter (Niterói, 20 de janeiro de 1983) é uma apresentadora, jornalista  e colunista brasileira.

## Biografia
Com uma família de advogados e juristas, a apresentadora chegou a cursar Direito, mas logo abandonou a faculdade. Ingressou na Rede Globo de Televisão em 2009, no escritório da emissora em Nova York, como produtora. Luiza é jornalista mas não é bacharel em jornalismo, apesar de ter cursado alguns períodos do curso. Passado alguns meses nos Estados Unidos, Luiza voltou ao Brasil e, por ideia do diretor da Central Globo de Jornalismo, Ali Kamel, começou a gravar para o Estúdio i, até então chefiado por Fábio Watson, colunas semanais sobre comportamento, sendo um diferencial no canal, já que possui um toque de descontração.
A partir de 2012 apresentou o Pelo Mundo no lugar de Raquel Novaes. Até novembro de 2015 dividia a apresentação do programa com Eduardo Grillo, quando, na volta das férias, fora demitido pela direção do canal. A partir do mês seguinte do mesmo ano, dezembro, até o fim do programa, em janeiro de 2017, Luiza dividiu a apresentação com Luciano Cabral, repórter do canal.
Desde novembro de 2016 começou a apresentar o Via Brasil, programa até então apresentado por Joana Calmon, que mostra as belezas e riquezas da diversidade cultural do país. Ficou até 2019, quando foi substituída pela jornalista Renata Capucci.

## Vida Pessoal
Luiza é filha do ex-presidente do TRE e atual desembargador do Rio de Janeiro Luiz Zveiter. É sobrinha do deputado federal Sergio Zveiter e neta do ex-ministro do Superior Tribunal de Justiça Waldemar Zveiter. A jornalista é judia. 